# Fashchivka (Alchevsk)
Fashchivka (en ucraniano: Фащівка; en ruso: Фащевка, romanizado: Fashchevka) es un asentamiento urbano ucraniano perteneciente al óblast de Lugansk. Situado en el este del país, hasta 2020 era parte del raión de Perevalsk, pero hoy es parte del raión de Alchevsk y del municipio (hromada) de Alchevsk. Sin embargo, según el sistema administrativo ruso que ocupa y controla la región, Fashchivka sigue perteneciendo al raión de Perevalsk.
El asentamiento se encuentra ocupado por Rusia desde la guerra del Dombás, siendo administrado como parte de la de facto República Popular de Lugansk y luego ilegalmente integrado en Rusia como parte de la República Popular de Lugansk rusa.

## Geografía
Fashchivka está 24 km al suroeste de Perevalsk y 60 km al oeste de Lugansk.

## Historia
Fashchivka fue fundado en 1795, pero el actual lugar se originó como asentamiento de estación de tren en la segunda mitad del siglo XIX.
Fashchivka fue elevado a asentamiento de tipo urbano en 1958. A principios de 1968 había dos administraciones mineras, una escuela vocacional, una escuela secundaria, una escuela para jóvenes trabajadores, un hospital de 50 camas, una biblioteca y dos clubes.
En el 17 de febrero de 2015, durante la guerra del Dombás, los separatistas prorrusos tomaron el control de Fashchivka tras el inicio de las hostilidades en 2015 y desde entonces está controlado por la autoproclamada República Popular de Lugansk.

## Demografía
La evolución de la población entre 1989 y 2022 fue la siguiente:
| 6295                                                          | 5524 | 4845 | 4746 | 4647 | 4604 |
| (Fuente: Cities & Towns of Ukraine y UKRAINE: Größere Städte) |      |      |      |      |      |

Según el censo de 2001, la lengua materna de la mayoría de los habitantes, el 91,27%, es el ruso; del 8,48% es el ucraniano.

## Infraestructura

### Transporte
La estación de tren de Fashchivka está en la línea Chernujino-Zapovednoye, desde donde salen dos pares de trenes suburbanos a Debáltseve y Voznesenivka. La carretera principal ucraniana M 03 también atraviesa la ciudad.